# (8571) Taniguchi
(8571) Taniguchi (1996 UX) – planetoida z pasa głównego asteroid okrążająca Słońce w ciągu 4,82 lat w średniej odległości 2,85 au. Odkryta 20 października 1996 roku.